# Kangnam-ku
Kangnam-ku (hangul: 강남구, handzsa: 江南區, RR: Gangnam-gu, ’folyótól délre található terület’) Szöul 25 kerületének egyike, az egyik leggazdagabb, a szomszédos Szocshóval (Soeochóval) és Szongphával (Songpával) együtt Dél-Korea ingatlanértékének 10%-át adják. A fővárost átszelő Han folyó bal partján fekszik, nevének jelentése „a folyótól délre”. A kerület 22 adminisztratív alegységből (tong (dong)) áll, melyek közül a legnagyobb területű Szegok-tong (Segok-dong), 6,36 km²-rel. Kangnam (Gangnam) népessége 2010-ben 562 871 fő volt, ebből 270 893 férfi, 291 978 nő.
Az itteni életstílust parodizálja Psy Gangnam Style című dala.

## Tongok
- Apkudzsong (Apgujeong)
- Cshongdam 1 (Cheongdam 1)
- Cshongdam 2 (Cheongdam 2)
- Irvon 1 (Irwon 1)
- Irvon 2 (Irwon 2)
- Irvon pon (Irwon bon)
- Jokszam 1 (Yeoksam 1)
- Jokszam 2 (Yeoksam 2)
- Kepho 1 (Gaepo 1)
- Kepho 2 (Gaepo 2)
- Kepho 3 (Gaepo 3)
- Nonhjon 1 (Nonhyeon 1)
- Nonhjon 2 (Nonhyeon 2)
- Szamszong 1 (Samseong 1)
- Szamszong 2 (Samseong 2)
- Szegok (Segok)
- Sinsza (Sinsa)
- Szuszo (Suseo)
- Tecshi 1 (Daechi 1)
- Tecshi 2 (Daechi 2)
- Tecshi 3 (Daechi 3)
- Togok 1 (Dogok 1)
- Togok 2 (Dogok 2)

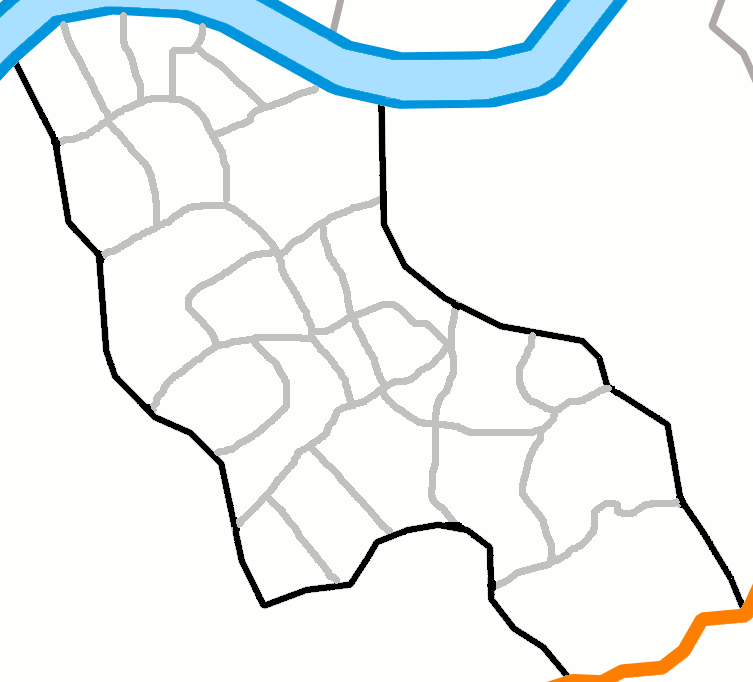
Kangnam tongjai